# Diego Piña Esteves
Diego Piña Esteves (Tuy, 17 de diciembre de 1986) es un deportista español que compite en piragüismo en la modalidad de maratón. Ganó una medalla de oro en el Campeonato Europeo de Piragüismo en Maratón de 2016, en la prueba de K2.

## Palmarés internacional
| Campeonato Europeo | Campeonato Europeo  | Campeonato Europeo | Campeonato Europeo |
| Año                | Lugar               | Medalla            | Evento             |
| ------------------ | ------------------- | ------------------ | ------------------ |
| 2016               | Pontevedra (España) | Medalla de oro     | K2                 |